# Ribagorce
La Ribagorce (en espagnol et aragonais : Ribagorza ;  en catalan : Ribagorça), est une comarque de la province de Huesca, au nord-est de la communauté autonome d'Aragon en Espagne. Elle a pour capitale administrative la ville de Graus et pour capitale historique celle de Benabarre.

## Géographie

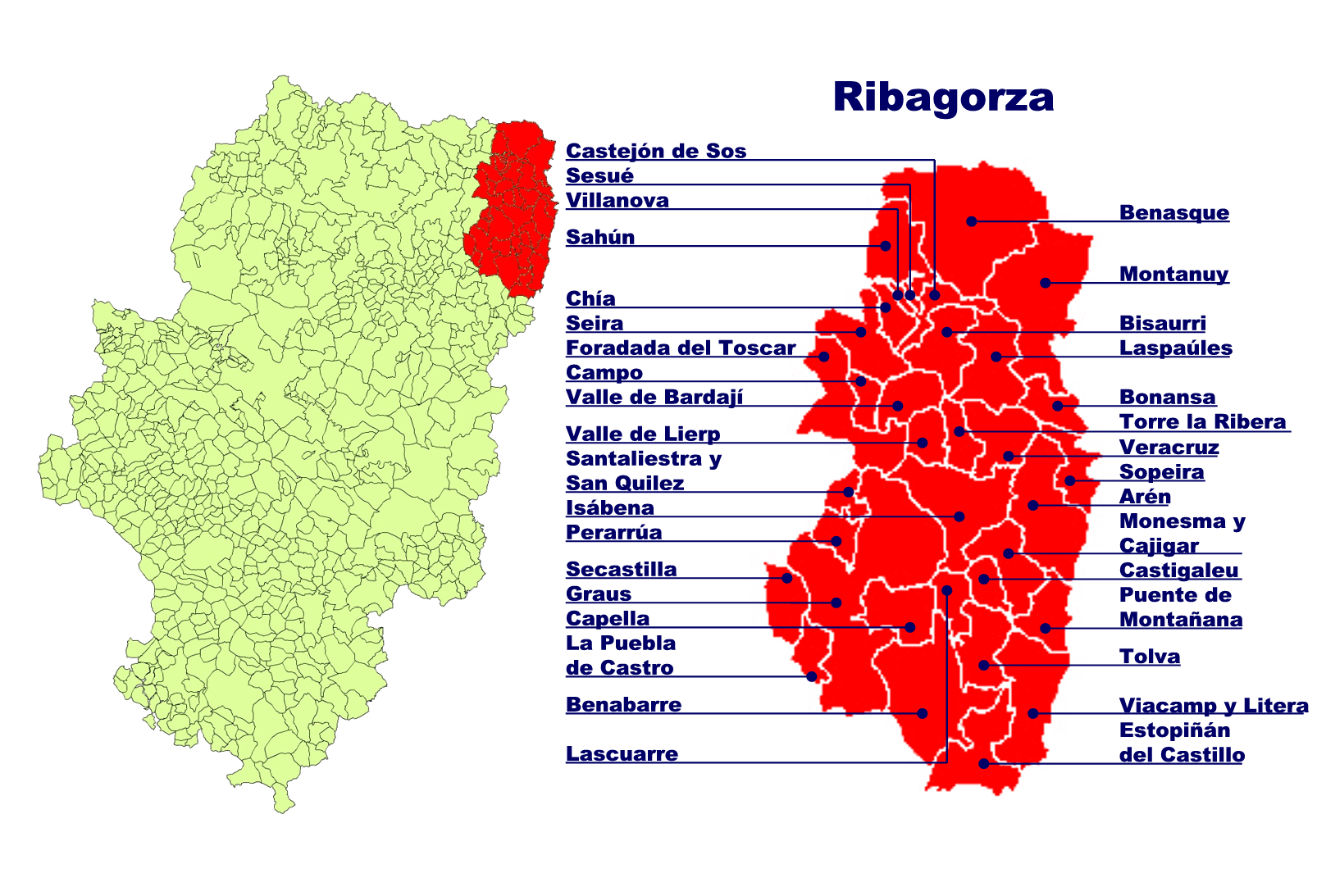
Localisation de la Ribagorce en Aragon et indication de ses communes.

La Ribagorce est située à l'extrémité nord-est de l'Aragon, à la frontière avec la France. Elle est limitrophe des comarques aragonaises de Sobrarbe et Somontano de Barbastro à l'ouest et de la Litera au sud, ainsi qu'avec les comarques catalanes de la Haute-Ribagorce et Pallars Jussà  à l'est, Noguera au sud-est et du Val d'Aran au nord-est.
Elle s'étend sur un territoire de 2 459,8 km2 entièrement montagneux, sur lequel s'élève notamment l'Aneto, point culminant des Pyrénées, et le Turbón.
La Ribagorce est arrosée par trois cours d'eau principaux, l'Ésera à l'ouest, l'Isábena au centre, qui est le principal affluent du précédent, et la Noguera Ribagorzana, un affluent du Sègre, à l'est.

## Histoire
La Ribargorce formait jadis un comté qui, uni au Sobrarbe, porta au début du XIe siècle le nom de royaume avant d'être intégré en 1039 au royaume d'Aragon à la mort de son unique roi, Gonzalve Ier de Sobrarbe.
La Ribagorce historique est aujourd'hui partagée entre l'Aragon et la Catalogne (la Haute-Ribagorce).
La partie orientale de la comarque de Ribagorce fait partie de la Frange d'Aragon, zone catalanophone de l'Aragon.

## Territoire et population
| Nº | Commune                    | Surface (km2) | % du total | Habitants (2006) | % du total | Altitude (mètres) | Pedanías Hameaux |
| -- | -------------------------- | ------------- | ---------- | ---------------- | ---------- | ----------------- | --- |
| 1  | Arén                       | 119,3         | 4,8        | 337              | 2,6        | 708               | Berganuy, Betesa, Campamento, Casa Consistorial, El Sas, Los Molinos / Molins de Betesa, Puimolar, Rivera del Vall, San Martín, Sobrecastell. |
| 2  | Benabarre                  | 157,1         | 6,4        | 1 160            | 9,1        | 782               | Aler, Antenza, Caladrones, Castillo del Pla, Ciscar, Estaña, Pilzan, Purroy de la Solana. |
| 3  | Benasque                   | 233,6         | 9,5        | 2 045            | 16,0       | 1 138             | Anciles, Cerler. |
| 4  | Bisaurri                   | 62,9          | 2,6        | 247              | 1,9        | 1 108             | Arasan, Gabás, Renanue, San Feliu de Veri, San Martín de Veri, Urmella. |
| 5  | Bonansa                    | 37,3          | 1,5        | 101              | 0,8        | 1 256             | Bibiles, Buira, Cires, Espolla, Gabarret, Torre de Buira. |
| 6  | Campo                      | 22,9          | 0,9        | 287              | 2,2        | 691               | Beleder. |
| 7  | Capella                    | 60,7          | 2,5        | 404              | 3,2        | 526               | Laguarres, Pociello. |
| 8  | Castejón de Sos            | 31,8          | 1,3        | 733              | 5,7        | 904               | El Run, Liri, Ramastue. |
| 9  | Castigaleu                 | 26,5          | 1,1        | 118              | 0,9        | 836               | San Lorenzo. |
| 10 | Chía                       | 26,1          | 1,1        | 113              | 0,9        | 1 162             | |
| 11 | Estopiñán del Castillo     | 88,7          | 3,6        | 199              | 1,6        | 780               | Caserras del Castillo, Saganta. |
| 12 | Foradada del Toscar        | 106,4         | 4,3        | 212              | 1,7        | 980               | Bacamorta, Espluga, Lacort, Las Colladas, Lascorz, Morillo de Liena, Navarri, Senz, Viu. |
| 13 | Graus                      | 299,8         | 12,2       | 3 472            | 27,1       | 469               | Abenozas, Aguilar, Aguinaliu, Bellestar, Benavente de Aragón, Centenera, Ejep, El Soler, Guel, Juseu, La Puebla de Fantova, La Puebla del Mon, Las Ventas De Santa Lucía, Panillo, Pano, Pueyo de Marguillén, Torre de Ésera, Torre de Obato, Torrelabad, Torres Del Obispo. |
| 14 | Isábena                    | 118,5         | 4,8        | 302              | 2,4        | 751               | Esdolomada, La Puebla de Roda, Merli, Mont de Roda, Riguala de Serraduy, Roda de Isábena, San Esteban del Mall, Serraduy, Vileta de Serraduy. |
| 15 | Lascuarre                  | 31,9          | 1,3        | 147              | 1,1        | 647               | |
| 16 | Laspaúles                  | 81,6          | 3,3        | 281              | 2,2        | 1 431             | Abella, Alíns, Ardanue, Denuy, Espes, Espés Alto, Llagunas, Neril, Suils, Villaplana, Villarrue. |
| 17 | Monesma y Cajigar          | 62,6          | 2,5        | 111              | 0,9        | 1 025             | Cajigar, Monesma. |
| 18 | Montanuy                   | 174,1         | 7,1        | 311              | 2,4        | 1 205             | Aneto, Ardanuy, Benifons, Bono, Castanesa, Castarné, Ervera, Escané, Estet, Fonchanina, Forcat, Ginaste, Noales, Ribera, Señiu, Viñal. |
| 19 | Perarrúa                   | 30,1          | 1,2        | 110              | 0,9        | 517               | Besians. |
| 20 | Puebla de Castro, La       | 29,4          | 1,2        | 382              | 3,0        | 649               | Lago de Barasona |
| 21 | Puente de Montañana        | 48,6          | 2,0        | 88               | 0,7        | 528               | Montañana, Torre Baro |
| 22 | Sahún                      | 72,9          | 3,0        | 331              | 2,6        | 1 135             | Eresué, Eriste, Linsoles |
| 23 | Santa Liestra y San Quílez | 23,3          | 0,9        | 108              | 0,8        | 561               | Caballera. |
| 24 | Secastilla                 | 47,4          | 1,9        | 131              | 1,0        | 612               | Torreciudad, Ubiergo. |
| 25 | Seira                      | 69,2          | 2,8        | 170              | 1,3        | 815               | Abi, Barbaruens. |
| 26 | Sesué                      | 5,2           | 0,2        | 125              | 1,0        | 1 050             | Sos. |
| 27 | Sopeira                    | 44,1          | 1,8        | 102              | 0,8        | 705               | Pallerol, Santorens. |
| 28 | Tolva                      | 59,0          | 2,4        | 176              | 1,4        | 696               | Almunia de San Lorenzo, Luzas, Sagarras Bajas. |
| 29 | Torre la Ribera            | 32,1          | 1,3        | 118              | 0,9        | 1 085             | Bralláns, San Aventín, Vilas Del Turbón, Villacarli, Visalibóns. |
| 30 | Valle de Bardají           | 45,5          | 1,8        | 53               | 0,4        | 873               | Aguascaldas, Biescas de Campo, Llert, Santa Maura. |
| 31 | Valle de Lierp             | 32,8          | 1,3        | 47               | 0,4        | 1 012             | Egea, Padarniú, Pueyo, Reperos, Sala, Serrate. |
| 32 | Veracruz                   | 63,8          | 2,6        | 111              | 0,9        | 1 160             | Ballabriga, Beranuy, Biascas de Obarra, Calvera, Las Herrerías, Moréns, Pardinella. |
| 33 | Viacamp y Litera           | 107,7         | 4,4        | 25               | 0,2        | 602               | Chiriveta, Estall, Litera, Viacamp. |
| 34 | Villanova                  | 6,9           | 0,3        | 154              | 1,2        | 966               | |
| #  | La Ribagorce               | 2 459,8       | 100,0      | 12 811           | 100,0      | -                 | |